# Rue Lincoln (Bruxelles)
Pour les articles homonymes, voir Rue Lincoln.
La rue Lincoln est une voie bruxelloise de la commune d'Ixelles et de la commune d'Uccle.

## Situation et accès
Cette rue relie l'avenue Molière à l'avenue Bel-Air en passant par la rue Vanderkindere.
La numérotation des habitations va de 1 à 99 pour le côté impair et de 2 à 94 pour le côté pair. Seuls les numéros 1,2 et 4 sont sur la commune d'Ixelles.